# Dolabella auricularia
Dolabella auricularia is een slakkensoort uit de familie van de Aplysiidae. De wetenschappelijke naam van de soort werd in 1786 voor het eerst geldig gepubliceerd door Lightfoot.

## Beschrijving
Dolabella auricularia is een vrij grote soort die een lengte van 40 cm kan bereiken. Het is te herkennen aan een afgeplatte schijf op het achterste oppervlak van het dier. Deze soort is te vinden met zachte puisten, wat leidt tot een nogal knobbelachtig uiterlijk. Het heeft een korte, stompe kop. Zijn lichaam is bedekt met knobbeltjes en huidflappen. De rudimentaire, interne schaal heeft een typische oorachtige vorm en stoot, zoals alle zeehazen, een paarse inkt uit bij verstoring.

## Verspreiding
Dolabella auricularia komt voor in de Indische Oceaan en de westelijke en noordwestelijke Pacific. Het is ook aanwezig in de Filipijnen. Deze zeehaas leeft in gebieden die beschut zijn tegen ruwe stroming. Ze verstoppen zich vaak in zeegras, zand en modder en voeden zich met algen. Rotspoelen in het getijdengebied zijn ook een favoriete plek om te verblijven.

## Menselijk gebruik
Dolabella auricularia wordt soms gebruikt door de houders van grote zeeaquaria om de algengroei in de tank te beperken. In de Filipijnen worden de eisnoeren van deze zeehaas als delicatesse gegeten. Deze lekkernij wordt in de Filippijnen Lukot of Lokot genoemd.

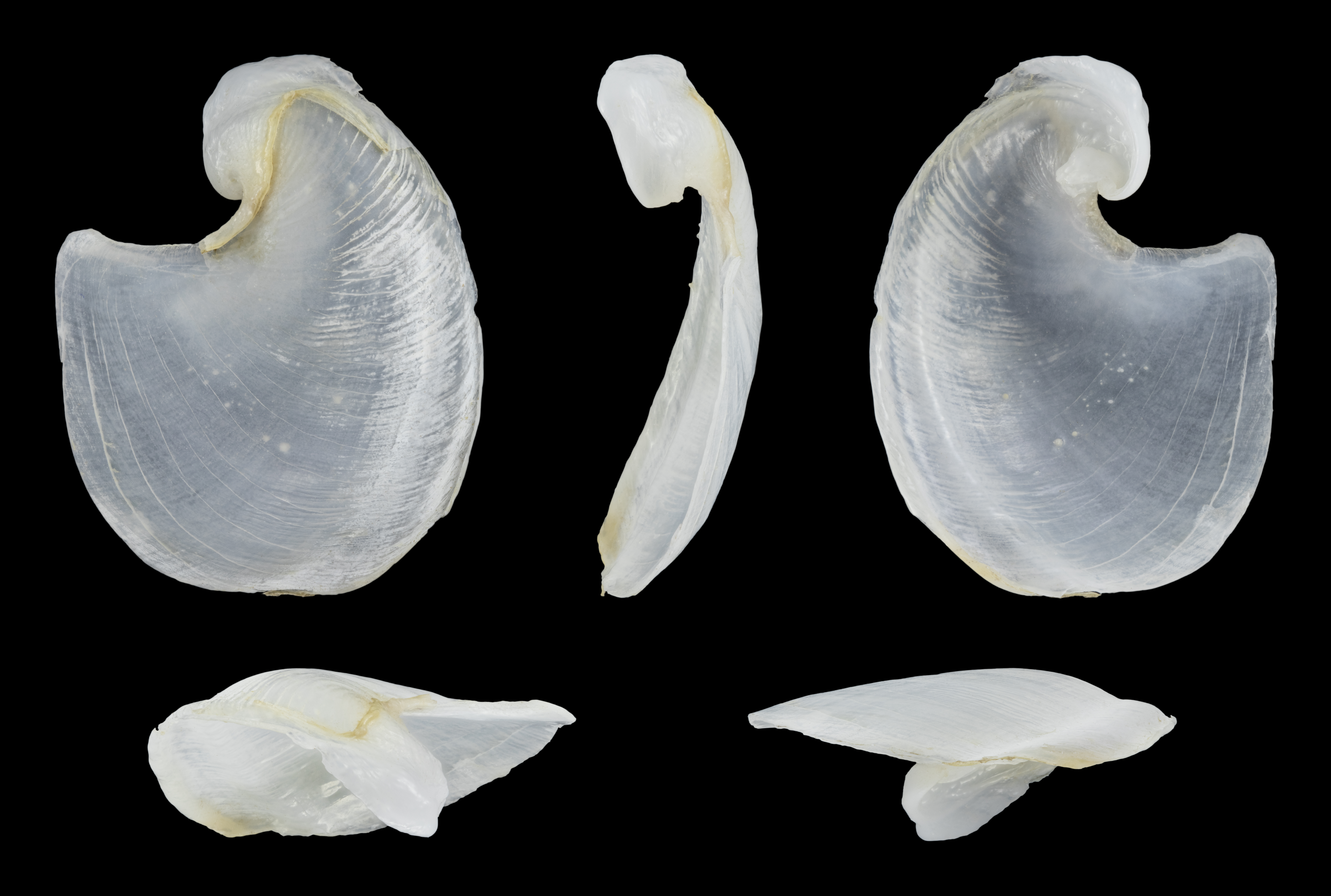